# Ryszard Piestrzyński
Ryszard Stanisław Piestrzyński (ur. 2 kwietnia 1902 w Kaliszu, zm. 16 listopada 1962 w Londynie) – polski dziennikarz, polityk, poseł na Sejm III kadencji w II RP z ramienia Stronnictwa Narodowego.

## Życiorys
Był synem Stanisława, lekarza, i Zofii z Wize'ów. Uczęszczał do Męskiego Gimnazjum Klasycznego w Kaliszu i do École scientifique w Lozannie. Egzamin maturalny zdał po I wojnie światowej w Poznaniu. Ukończył studia na Wydziale Prawno-Ekonomicznym Uniwersytetu Poznańskiego. Podczas studiów zaczął pracę w zawodzie dziennikarza. Pracował w „Kurierze Poznańskim”, m.in. jako korespondent zagraniczny przy Lidze Narodów w Genewie. Był bliskim współpracownikiem redaktora naczelnego „Kuriera” - Mariana Seydy. W latach 1929–1935 radny miasta Poznania. Członek Związku Ludowo-Narodowego, Stronnictwa Narodowego oraz Ruchu Młodych Obozu Wielkiej Polski. W 1930 roku uzyskał mandat poselski z listy nr 4 w okręgu wyborczym nr 34 (Poznań). W 1932 współorganizator Związku Młodych Narodowców, grupy secesyjnej ze Stronnictwa Narodowego. Zwolennik konstytucji kwietniowej i współpracy z sanacją. Od 1936 redaktor naczelny „Kuriera Porannego”. Po przekształceniu, w 1936 roku Związku Młodych Narodowców w Ruch Narodowo-Państwowy, został prezesem nowo powołanej organizacji, którą to prezesurę sprawował do wybuchu II wojny światowej. 
Brał udział w wojnie obronnej, po której został internowany w Rumunii. Pracował w Biurze Prasy i Propagandy przy ambasadzie polskiej w Bukareszcie oraz uczestniczył w organizowaniu ewakuacji Polaków do Francji i na Bliski Wschód. Działał w rumuńskiej sekcji Związku Dziennikarzy RP. Służył w Samodzielnej Brygadzie Strzelców Karpackich. Współpracownik czasopisma „Ku Wolnej Polsce” oraz redaktor „Biuletynu Informacyjnego” i „Biuletynu Obozowego” w Egipcie. Od 1942 członek redakcji „Orła Białego”, z którym to czasopismem znalazł się we Włoszech, a następnie w latach 1946–1949 w Brukseli i w Londynie. W okresie 1944–1957 był redaktorem naczelnym „Orła Białego”. Na uchodźstwie członek Rady Narodowej i wieloletni wiceprezes Związku Dziennikarzy Polskich.
Żonaty z Romaną z Pawłowskich Jezierską - aktorką, z którą miał córkę Izabelę.
Zmarł w 1962 roku i został pochowany na Cmentarzu North Sheen w Londynie.

## Ordery i odznaczenia
- Krzyż Kawalerski Orderu Odrodzenia Polski (11 listopada 1937)[4]
- Złoty Krzyż Zasługi[1]
- Krzyż Oficerski Orderu Korony Włoch (Włochy)[5]